# كوزي دوغا
كوزي دوغا هي هي منظمة تركية غير حكومية تنشط في مجال الحفاظ على البيئة بشكل أساسي في الجزء الشرقي الأقصى من تركيا، وتركز نشاطها في المنطقة التي تمتد من شواطئ البحر الأسود إلى جبل أرارات.

## التاريخ
تأسست منظمة كوزي دوغا في البداية عام 2003 تحت اسم «مشروع كارس-إغدير للتنوع الحيوي» على يد أستاذ الأحياء تشاغان هـ. شكرجي أوغلو، ثُم تحولت المنظمة لاحقًا إلى منظمة كوزي دوغا في يناير (كانون الثاني) 2008. وضعت المنظمة بدءًا من عام 2006 آلات تصوير تعمل بالحركة لرصد الحياة البرية في منطقة شرق الأناضول كجزء من مشروع ممر الحيوانات، كما أنشأت مركزًا لأبحاث الطيور والتوعية البيئية في وادي أراس الواقع في قرية يوكاراي تشيريكلي، والتي تعتبر واحدة من محطتي رصد الطيور اللتين تظلان نشطتين سنويًا في تركيا. أصبحت منظمة كوزي دوغا اعتبارًا من عام 2011 أول منظمة تتعقب الذئاب في تركيا. وفي يناير (كانون الثاني) 2012، أنشأت وزارة الغابات وإدارة المياه التركية أول محمية للحياة البرية في تركيا في منطقة شمال شرق الأناضول بطول بلغ 81 كيلومترًا، ومساحة بلغت حوالي 23533 هكتارًا بناءً على اقتراح قدمته منظمة كوزي دوغا في عام 2008. وفي عام 2013، بدأت المنظمة في مراقبة الوشق القوقازي المهدد بالانقراض في منطقة ساريكاميش. وطلبت المنظمة من وزارة الغابات وإدارة المياه إلغاء مشروع سد توزلوكا، الذي هدد الأراضي الرطبة التي تؤوي الطيور البرية في منطقة وادي أراس. وفي يناير (كانون الثاني) 2014، أفادت منظمة كوزي دوغا أن الحياة البرية في بحيرة كويوجوك أصبحت معرضة للخطر بسبب الانخفاض الكبير في منسوب مياه البحيرة، والذي انخفض إلى 2-3 أمتار (6.6-9.8 قدم)، مما يعرض الطيور لخطر الافتراس من الحيوانات المفترسة. دمر الرعاة المحليون الغطاء النباتي في جزيرة البحيرة الصغيرة لإطعام مواشيهم. ويعود انخفاض منسوب المياه إلى نقص تدفق المياه والاستخراج المفرط للمياه الجوفية من الآبار المحلية التي حفرها القرويون المحليون. وفي سبتمبر (أيلول) 2014، رُصد نسر مصري بجهاز إرسال عبر الأقمار الصناعية تابع لمنظمة كوزي دوغا. وفي مايو (أيار) 2020، سجلت منظمة كوزي دوغا كلاب الراكون لأول مرة في تركيا. يُفترض أن هذه الحيوانات هاجرت من الشرق عبر جورجيا. وقد تنبه الفريق التابع للمنظمة إلى حقيقة أن كلاب الراكون وحيوانات أخرى مماثلة تم تحديدها كعوائل محتملة لفيروس كوفيد-19 وناقلة له.

## الأنشطة
يقع المقر الرئيسي لمنظمة كوزي دوغا في مدينة قارص، وهي مدينة إقليمية رئيسية. تستمد المنظمة تمويلها من خلال التبرعات الخاصة، ومن الحكومة التركية، ومن منظمة الأمم المتحدة، إلى جانب منظمات دولية مختلفة معنية بالحفاظ على البيئة، أبرزها صندوق ويتلي للطبيعة وصندوق كريستنسن. تُعنى المنظمة بشكل رئيسي بتوثيق ودراسة حياة الطيور المهاجرة في المنطقة. وتقيم منظمة كوزي دوغا شراكات مع العديد من المنظمات والجامعات التركية والدولية. وتشمل الجهود الرئيسية التي تقوم بها منظمة كوزي دوغا ما يلي:
- مراقبة الطيور وحمايتها:[14] وثّق باحثو منظمة كوزي دوغا حتى الآن أكثر من 320 نوعًا من الطيور الموجودة في المنطقة، أي ما يزيد عن 70% من إجمالي أنواع الطيور التي سُجّلت في جميع أنحاء تركيا حتى الآن.[15] كانت المنظمة في الماضي تدير محطتين لرصد الطيور، إحداهما في نهر أراس في منطقة إغدير، والأخرى في بحيرة كويوجوك في قارص. وبالإضافة إلى اصطياد الطيور وتحديد مواقعها وإحصائها خلال هجرات الربيع (مارس-يونيو) والخريف (أغسطس-أكتوبر)، وضع فنيو الجمعية أيضًا أجهزة تحديد المواقع الجغرافية وأجهزة إرسال عبر الأقمار الصناعية على أنواع مختلفة من الطيور، بدءًا من الطيور المغردة الصغيرة وصولًا إلى النسور الكبيرة.
- حماية المناظر الطبيعية: ترتبط جهود حماية المناظر الطبيعية ارتباطًا وثيقًا باهتمام المنظمة بالطيور. ويتمثل الإنجاز الأبرز في تخصيص 416 هكتارًا من بحيرة كويوجوك كأرض رطبة تابعة لبحيرة كويوجوك ذات أهمية دولية في عام 2009.[16] تؤوي هذه البحيرة الضحلة العديد من الطيور المهاجرة التي يبلغ عددها 229 نوعًا على الأقل، وقد استخدمتها ثلاث قرى محيطة على الأقل لعدة قرون.
- إنشاء محميات الحياة البرية: يركز عمل محميات الحياة البرية بشكل أساسي على الفقاريات آكلة اللحوم الكبيرة، ويتركز في المناطق الحرجية المحيطة بمنتزه جبال ساريكاميش-اللهوكبير الوطني.
- رصد ومراقبة الحيوانات آكلة اللحوم الكبيرة: تركز جهود علم بيئة الحيوانات آكلة اللحوم الكبيرة على الدببة البنية الأوروبية والذئاب الرمادية والوشق القوقازي. وقد قامت المنظمة حتى الآن بتركيب أطواق على أكثر من 16 دبًا و11 ذئبًا، وذلك بالتعاون بشكل رئيسي مع جوزيب كوساك الأستاذ بجامعة زغرب في كرواتيا.[17] تُخدَّر المنظمة الحيوانات لفترة وجيزة وبطريقة إنسانية، وتُزوَّد بأطواق مؤقتة مزودة بنظام تحديد المواقع العالمي، ثم تُطلق سراحها دون أن تُصاب بأذى. تتيح أطواق التتبع هذه، إلى جانب المعلومات المأخوذة من كاميرات رصد الحياة البرية المنتشرة في جميع أنحاء المنطقة، لباحثي منظمة كوزي دوغا وصف تحركات هذه الكائنات الرئيسية في النظام البيئي ونطاقاتها الطبيعية على مدار عدة أشهر. وتُعتبر هذه هي المعلومات الأساسية التي تُغذِّي مقترحاتهم بشأن محميات الحياة البرية.
- الاستعادة البيئية (المرتبطة بحماية الأراضي الرطبة وهجرة الطيور): تشمل جهود المنظمة مشاريع استعادة الأراضي الرطبة في جامعة كافكاس وبحيرة كويوكوك، بالتعاون مع شون أندرسون أستاذ جامعة ولاية كاليفورنيا في جزر القنال.[18]
- التثقيف العام: تبذل المنظمة جهودا محلية ووطنية للتثقيف العام داخل تركيا، إلى جانب التواصل الدولي (مثال: يوم الطيور السنوي في بحيرة كويوجوك).
- السياحة البيئية: تساهم المنظمة في السياحة البيئية للطيور في الجزء الشرقي من تركيا.